# Sebaea exacoides
Sebaea exacoides är en gentianaväxtart som först beskrevs av Carl von Linné, och fick sitt nu gällande namn av Schinz. Sebaea exacoides ingår i släktet Sebaea och familjen gentianaväxter. Inga underarter finns listade i Catalogue of Life.